# Aimargues
Aimargues je naselje in občina v južnem francoskem departmaju Gard regije Languedoc-Roussillon. Naselje je leta 2008 imelo 4.226 prebivalcev.

## Geografija
Kraj leži v pokrajini Camargue med rekama Vidourle na zahodu in Rhôny na vzhodu, 24 km jugozahodno od Nîmesa.

## Uprava
Aimargues je sedež kantona Rhôny-Vidourle, v katerega so poleg njegove vključene še občine Le Cailar, Codognan, Gallargues-le-Montueux, Mus, Uchaud, Vergèze in Vestric-et-Candiac z 22.458 prebivalci.
Kanton Rhôny-Vidourle je sestavni del okrožja Nîmes.

## Zanimivosti
- grad Château de Teillan iz 16. in 17. stoletja,
- cerkev sv. Saturnina iz 19. stoletja.